# Ascocotyle diminuta
Ascocotyle diminuta är en plattmaskart. Ascocotyle diminuta ingår i släktet Ascocotyle och familjen Heterophyidae. Inga underarter finns listade i Catalogue of Life.